# 蠣崎友広
蠣崎 友広（かきざき ともひろ）は、江戸時代前期の武士。蝦夷地松前藩の家老。守広系蠣崎家2代。

## 略歴
初代・蠣崎守広の子として誕生。
寛永12年（1635年）に父が焼死したため、跡を継いだ。娘の清が松前藩3代藩主・松前氏広正室となると、友広は若年の氏広を補佐して藩政を担った。慶安元年（1649年）に氏広が没し、家督を高広が継ぐと、外祖父として藩政を仕切った。
明暦4年（1658年）4月13日に死去。享年61。跡を子・広隆が継いだ。
墓石は石廟型の墓石である。

## 系譜
- 父：蠣崎守広
- 母：不詳
- 室：不詳
  - 女子：清 - 清涼院、松前氏広正室
  - 男子：蠣崎広隆（1643-1674）
  - 男子：蠣崎広明（1649-1681） - 浅利小右衛門、蠣崎広隆の養子